# Torlit del Perú
El torlit del Perú (Burhinus superciliaris) és una espècie d'ocell de la família dels burrínids (Burhinidae) que habita praderies àrides a la llarga de la costa del sud de l'Equador, el Perú i zona limítrofa de Xile.